# Tridentiger barbatus
Tridentiger barbatus és una espècie de peix de la família dels gòbids i de l'ordre dels perciformes.

## Morfologia
- Els mascles poden assolir 5,2 cm de longitud total.[4][5]

## Depredadors
A la Xina és depredat per Okamejei kenojei.

## Hàbitat
És un peix de clima temperat i demersal.

## Distribució geogràfica
Es troba al Japó, Corea, la Xina (incloent-hi Hong Kong) i el Vietnam.

## Observacions
És inofensiu per als humans.